# Paracosmesus
Paracosmesus là một chi bọ cánh cứng trong họ 
Elateridae.
Chi này được miêu tả khoa học năm 1901 bởi Schwarz.

## Các loài
Các loài trong chi này gồm:
- Paracosmesus basalis (Schwarz, 1900)
- Paracosmesus bifasciatus Schwarz, 1903
- Paracosmesus chiliensis Schwarz, 1904
- Paracosmesus cruciatus (Schwarz, 1900)
- Paracosmesus dimidiatus (Schwarz, 1900)
- Paracosmesus exiguus Schwarz, 1903
- Paracosmesus melanurus (Schwarz, 1900)
- Paracosmesus terminatus Schwarz, 1902